# Théâtre antique d'Orange
Le théâtre antique d'Orange, construit sous le règne d'Auguste au Ier siècle av. J.-C. par les vétérans de la IIe légion de Jules César, est un des théâtres romains les mieux conservés au monde avec celui de Bosra en Syrie. Il dispose encore d'un impressionnant mur extérieur avec l'élévation d'origine (104 m de long pour 35 m de haut).

## Description

### Mur de façade

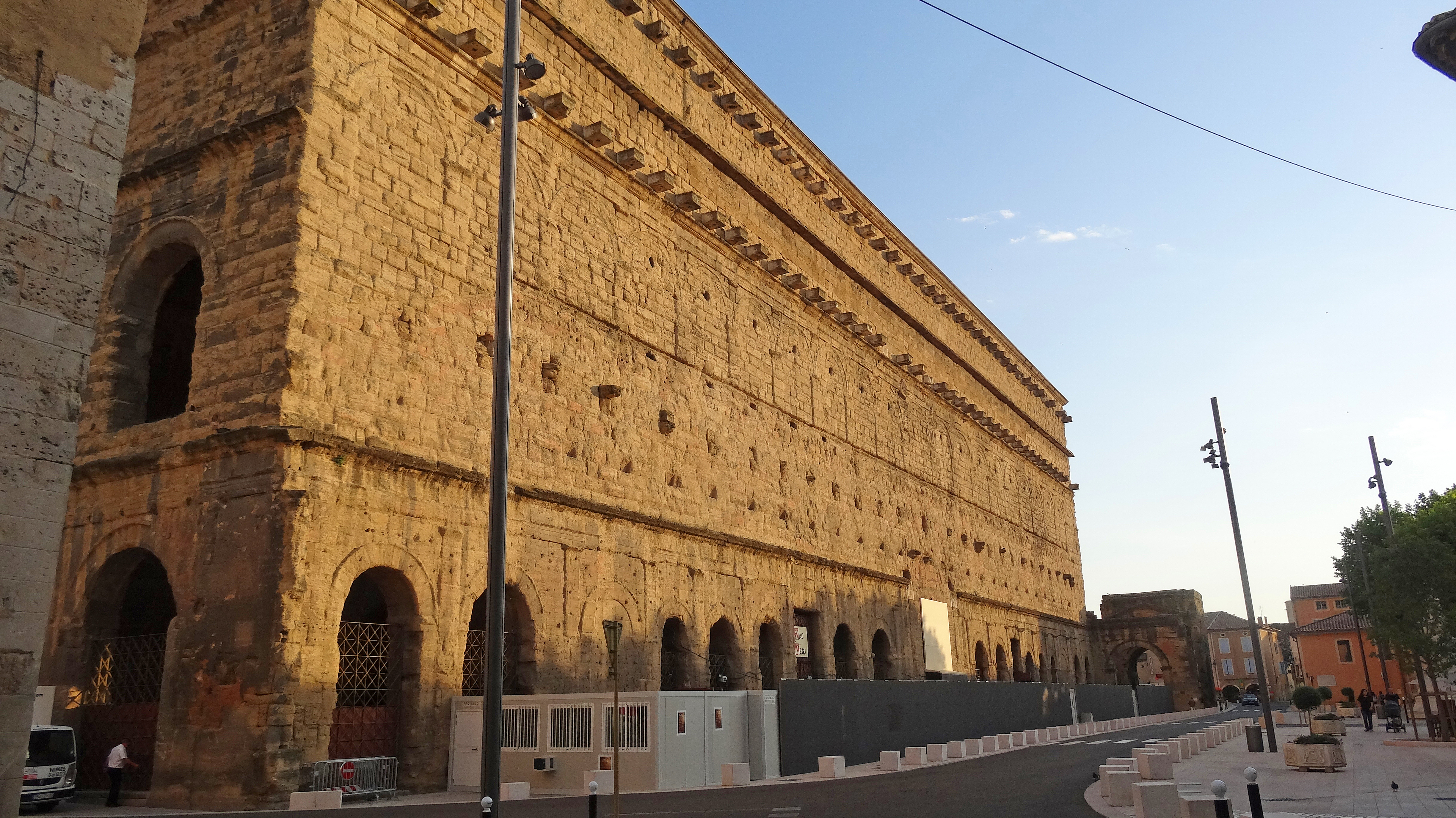
Mur extérieur ou postcænum. Les deux rangées de consoles de soutien des mâts du velum sont bien préservées. La plus haute est percée d'une ouverture que traversait le mât, la plus basse d'un trou moins large où pénétrait le pivot.

Le mur extérieur ou postcænum est long de 104 m et haut de 35 m. « C'est la plus belle muraille de mon royaume », dit Louis XIV lors d'une visite. À l'origine, il était précédé d'un portique, dont il subsiste une arche du côté ouest. D'un aspect très sobre, en grand appareil de pierre, la façade est divisée en trois niveaux. Au rez-de-chaussée, trois portes rectangulaires — la « porte royale » au centre, les deux « portes des hôtes » sur les côtés — sont séparées par une série d'arcades.

### Cavea
La cavea pouvait contenir quelque 9 000 spectateurs répartis selon leur rang social. Elle se divise en trois zones (mæniana), étagées en 34 gradins et séparées par des murs. En contrebas, l'orchestra formant un demi-cercle est séparée des gradins par un parapet. Le premier mænianum, appelé ima cavea, se compose de vingt gradins, dont les trois premiers étaient réservés aux chevaliers, comme en témoigne l'inscription Eq(uitum) g(radus) III. La deuxième zone (media cavea) se compose de neuf gradins accueillant des marchands, des citoyens romains, tandis que la troisième partie (la plus haute, appelée summa cavea) se compose de cinq gradins accueillant seulement les prostituées, les esclaves et les personnes ne détenant pas la nationalité romaine. De grandes salles superposées servaient à l'accueil du public et abritaient les coulisses.

### Scène et mur de scène
La scène, faite d'un plancher de bois sous lequel était logée la machinerie, mesure 61 m de longueur pour 9 m de profondeur utile : elle dominait l'orchestra d'environ 1,10 m, soutenue par un mur bas, le pulpitum. En arrière se trouve la fosse du rideau (qu'on abaissait pendant les représentations). Le mur de scène (frons scænæ) mesurant 35 m était jadis décoré de statues, frises et colonnes de marbre, dont subsistent quelques vestiges. Ce mur est percé de trois portes : la porte royale au centre et les deux portes latérales (entrée des acteurs secondaires). Au-dessus de la porte royale se trouve une frise de centaures haute de 0,70 m. La niche du mur de scène abrite une statue colossale, de 3,50 m de haut, dont la tête n'est pas d'origine. Elle est considérée par certains comme une statue de l'empereur Auguste, mais selon d'autres, elle serait bien postérieure à cet empereur. Elle serait datée du IIe siècle apr. J.-C.

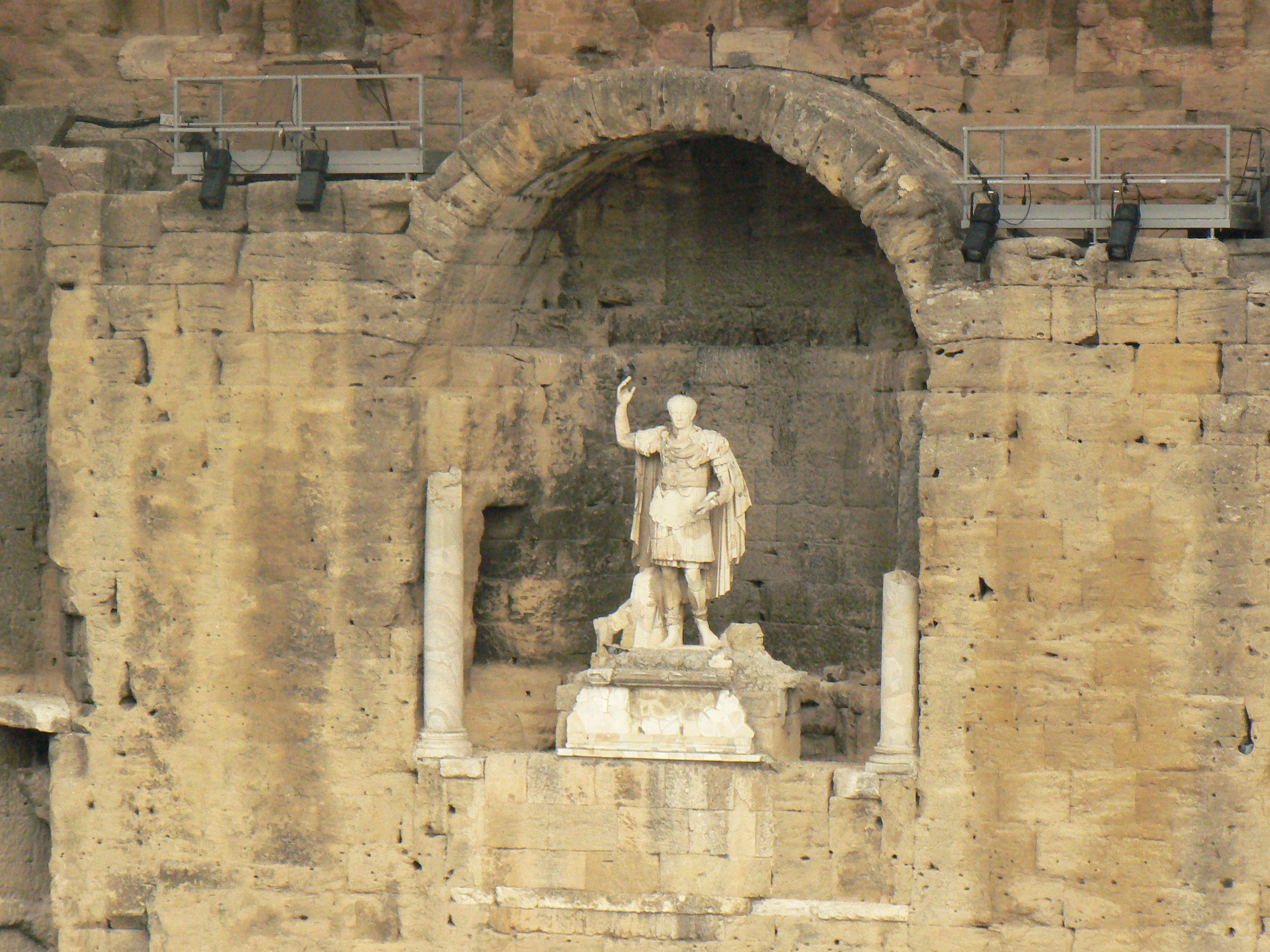
Statue dite de l'empereur Auguste.

## Historique
Conquise aux Gaulois de la tribu tricastini en 40 av. J.-C. par les vétérans de la IIe légion gallique de César, Orange était une colonie romaine nommée Arausio. Elle connut un grand essor sous le règne de l'empereur Auguste, durant lequel est érigé le théâtre.
Le bâtiment fut fermé en 391. Il fut préservé de la destruction par sa réutilisation à d'autres fins au Moyen Âge. Les princes d'Orange firent du bâtiment de scène un poste avancé de leur château sur la colline Saint-Eutrope. Le théâtre devint au XVIe siècle le refuge de populations lors des guerres de Religion : il fut alors envahi par des îlots d'habitation.

## Mise en valeur et restaurations
L'idée de dégager le bâtiment de ces habitations germa au début du XIXe siècle. Le théâtre, où l'on dénombrait 91 maisons en 1814, retrouva peu à peu son éclat grâce à un premier programme d'intervention lancé vers 1823. La démolition des maisons et la consolidation de l'édifice furent confiées à l'architecte Prosper Renaux.
À l'occasion d'une tournée dans le midi de la France, Prosper Mérimée, directeur des Monuments historiques, écrit : « Depuis peu d'années on a débarrassé l'intérieur du théâtre de la plupart des ignobles maisons qui l'encombraient. Mais en détruisant ces masures, on s'est aperçu de dégradations effrayantes qu'on n'avait pas soupçonnées. » Il ajoute : « Si l'on ne s'empresse d'y faire de grandes réparations, la France ne possèdera pas longtemps encore ce monument presque unique dans son espèce. »
Les travaux continuèrent au cours de la seconde moitié du XIXe siècle sous la direction des architectes Simon-Claude Constant-Dufeux et Pierre-Honoré Daumet. En 1892, Jean Camille Formigé fut chargé de reconstruire les gradins en se basant sur la reconstitution qu'en avait faite Augustin Caristie. Son fils Jules Formigé prit sa succession. De 1929 à 1931, il mena des fouilles du pulpitum, où il découvrit de nombreux éléments qui accrurent la connaissance du mur de scène. En 1926, il remonta quelques colonnes et éléments d'entablement, puis, en 1930, il reconstruisit les escaliers qui flanquent la cavea.
Depuis ces restaurations, « seuls quelques blocs des trois premiers gradins sont encore antiques ».

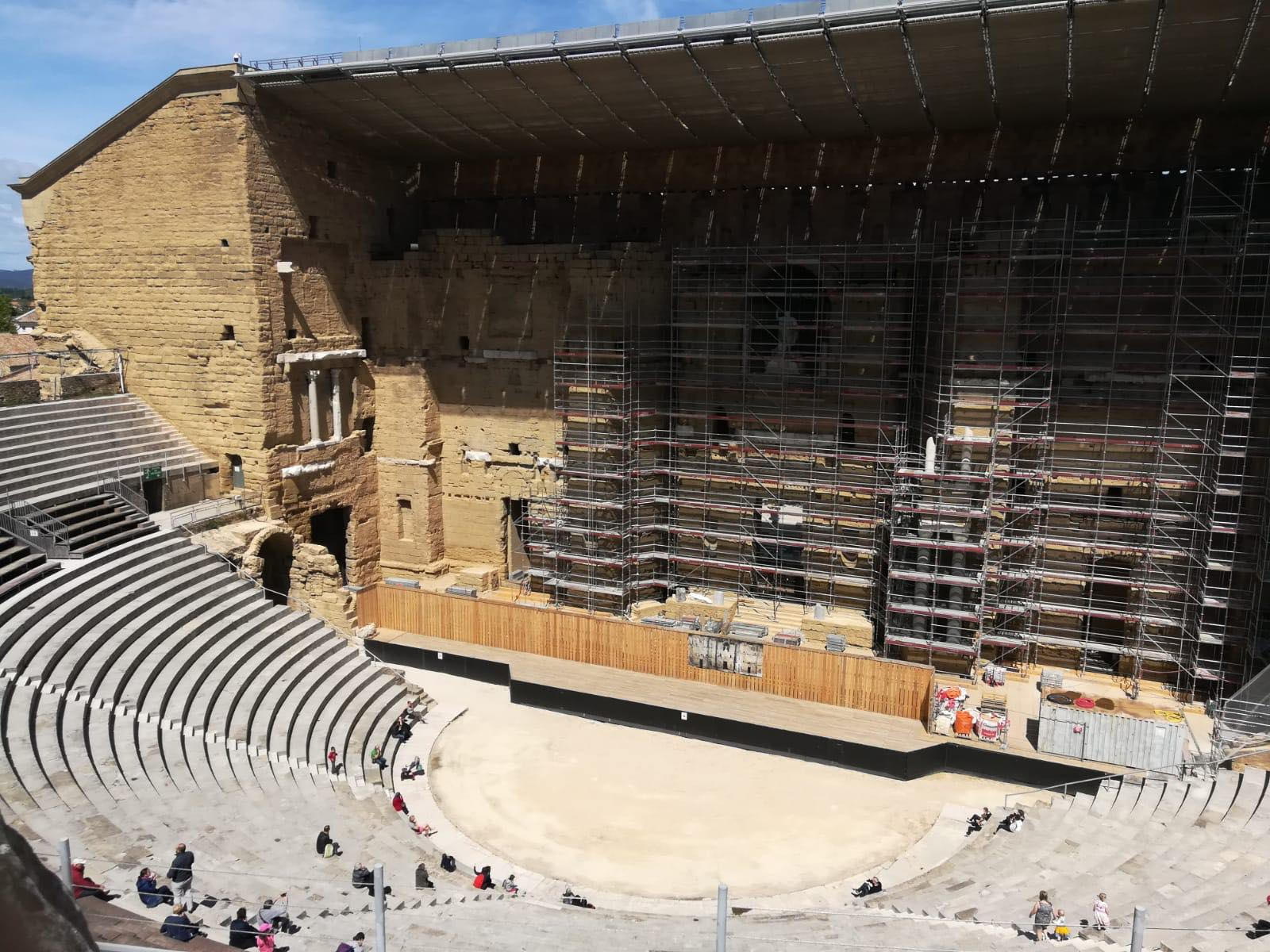
Restauration du mur de scène, en 2019.

En 2006, un toit de scène a été ajouté, afin de protéger les murs et de permettre l'accrochage des éclairages. Le nouveau toit reprend l'emplacement du toit romain, mais avec des matériaux différents : verre et métal.
Depuis 1981, le théâtre d'Orange est inscrit sur la liste du patrimoine mondial de l'Humanité instaurée par l'UNESCO. Le périmètre de classement a été élargi en 2007 pour inclure la colline Saint-Eutrope.
Depuis 2018, une reconstitution datée de 36 av. J.-C. en visite virtuelle montre entre autres une représentation du velum du théâtre,,.

## Chorégies d'Orange et Positiv Festival
Un festival s’y déroule chaque été depuis 1869, appelé « Fêtes romaines », puis « Chorégies d’Orange » à partir de 1902, puis les Nouvelles Chorégies depuis 1971 (avec, par exemple, Barbara Hendricks, Plácido Domingo, Montserrat Caballé, Roberto Alagna, René Pape et Inva Mula). Chaque hiver depuis 1891 est célébrée une « fête » pour les amateurs d'art antique.
Le Positiv Festival se déroule quant à lui au théâtre antique d'Orange depuis 2019. Spécialisé en musiques électroniques et créatives, il accueille chaque année les plus grands noms de la scène électro et met en avant les grands talents de demain.
Depuis 2022, la ville d'Orange, propriétaire du monument, fait appel à la société Edeis pour gérer le théâtre et le mettre en valeur dans le cadre d'un projet touristique et culturel centré sur l'innovation sonore « quand le passé résonne avec le futur ».

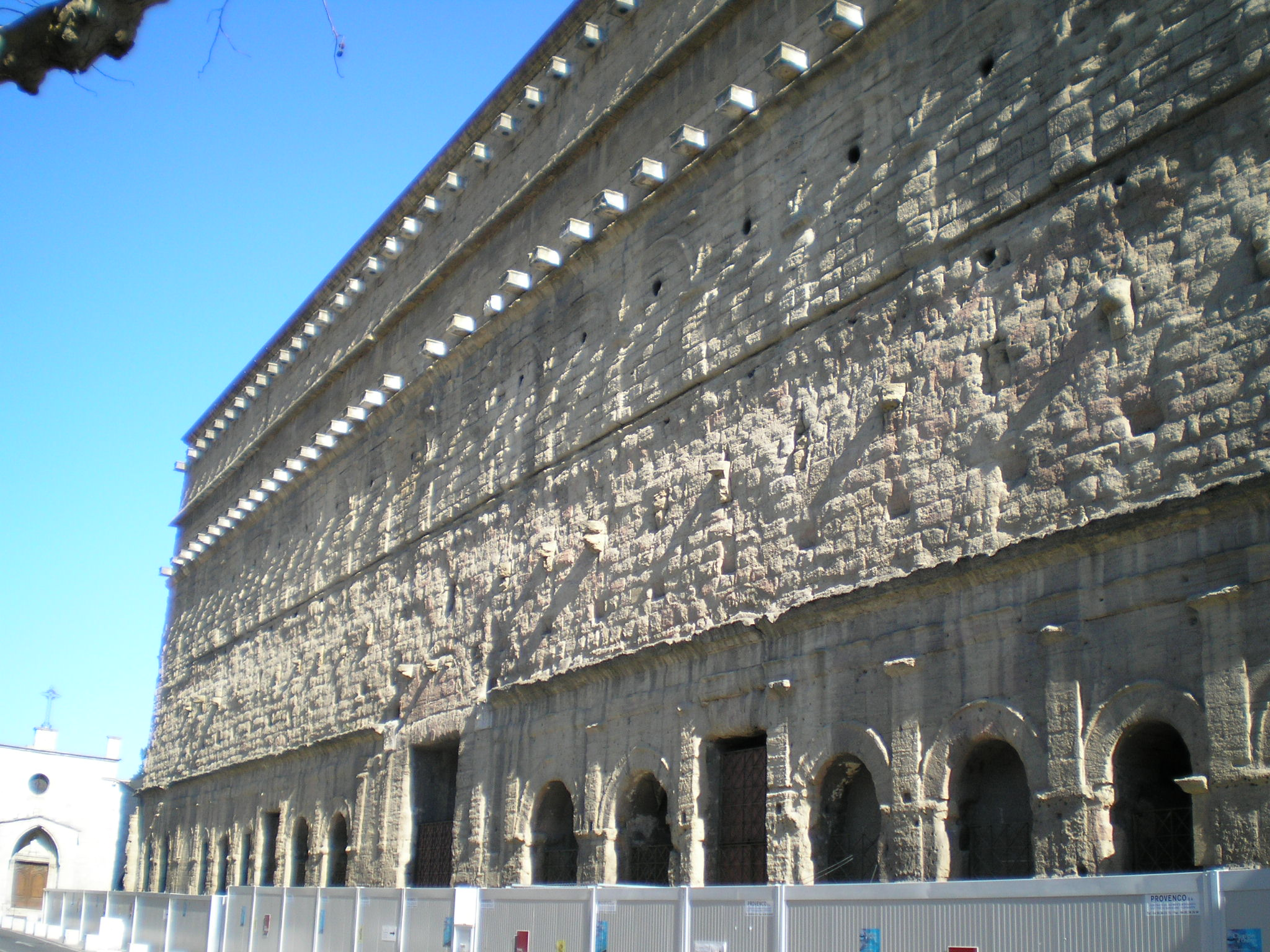
Le mur extérieur.
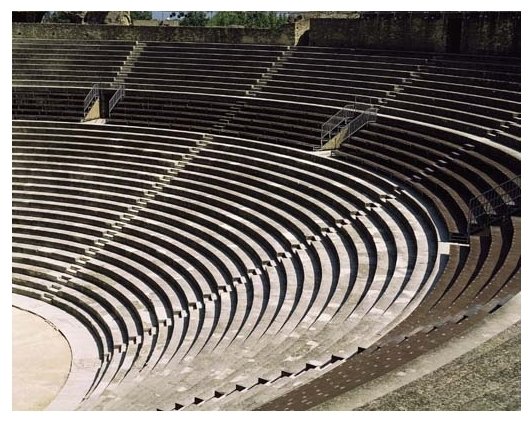
Les gradins du théâtre.
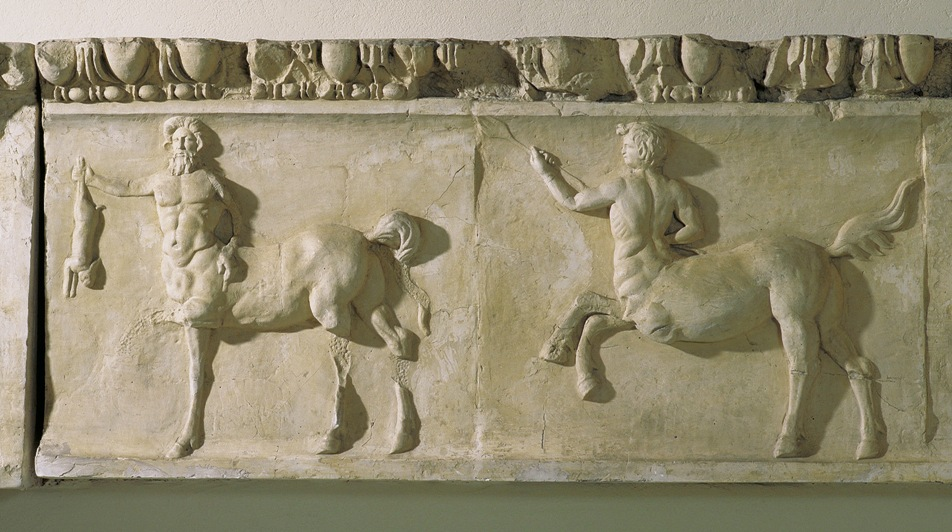
La frise des centaures.
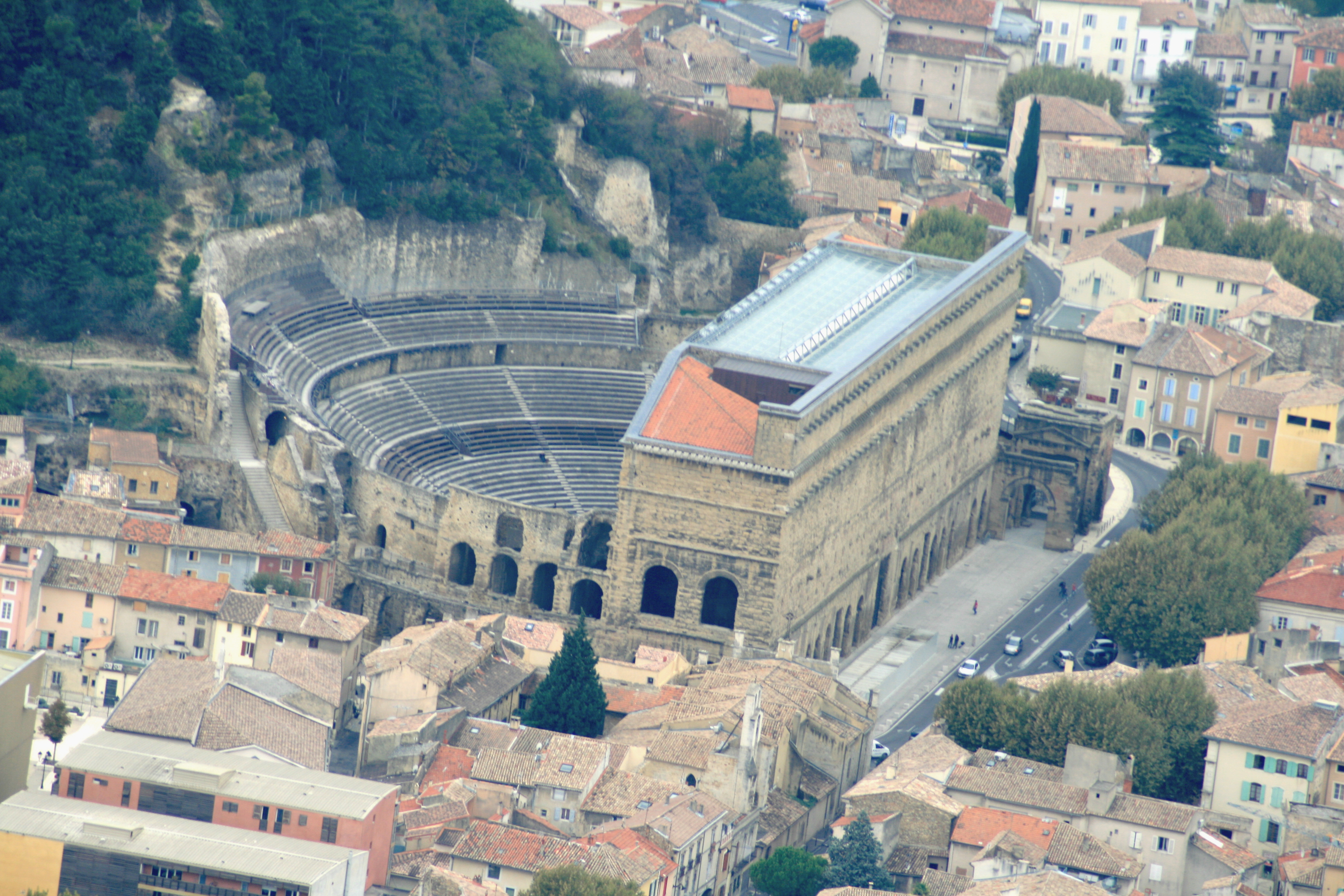
Vue d'ensemble.
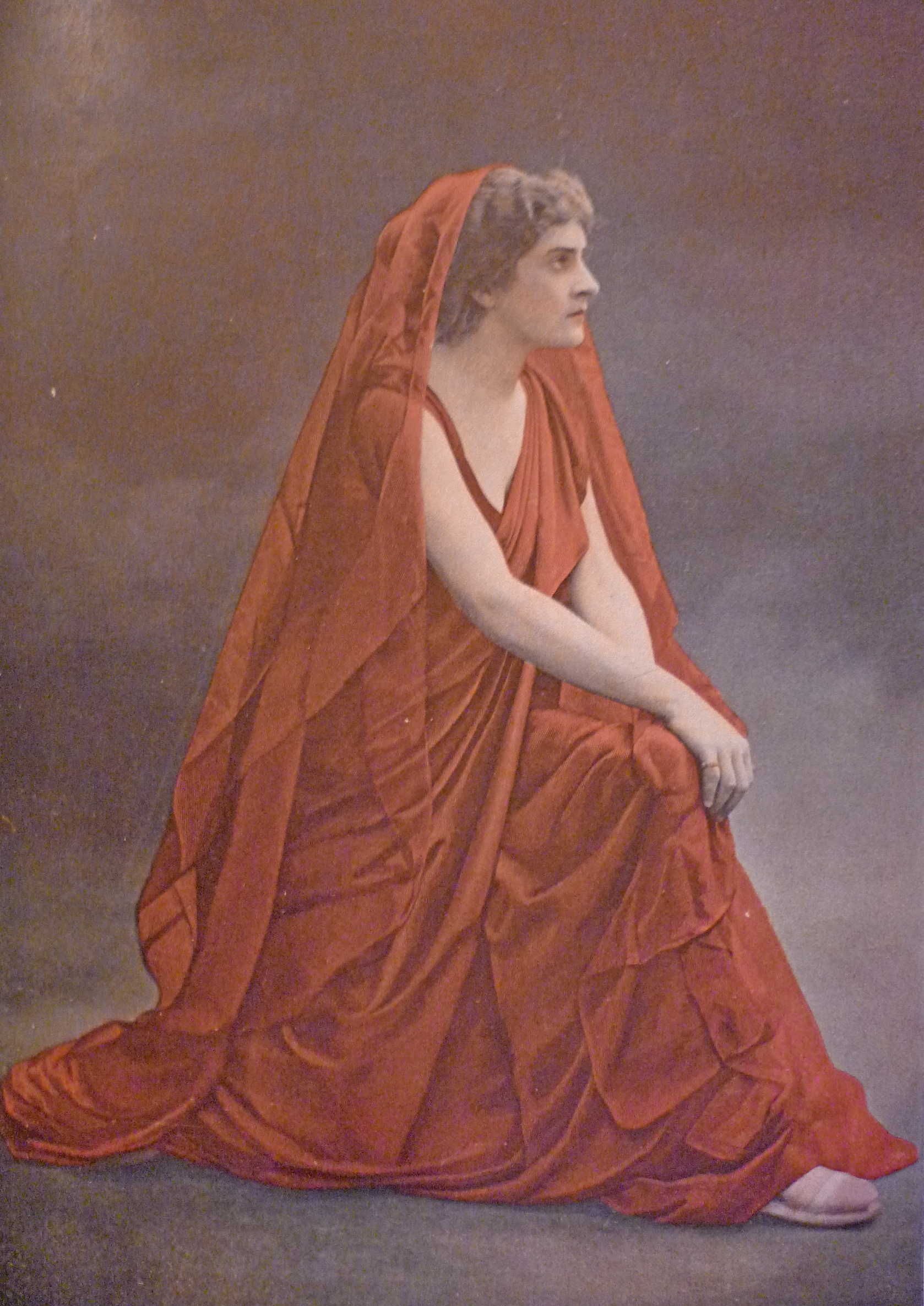
Jane Hatto dans le rôle d'Iphigénie en 1900
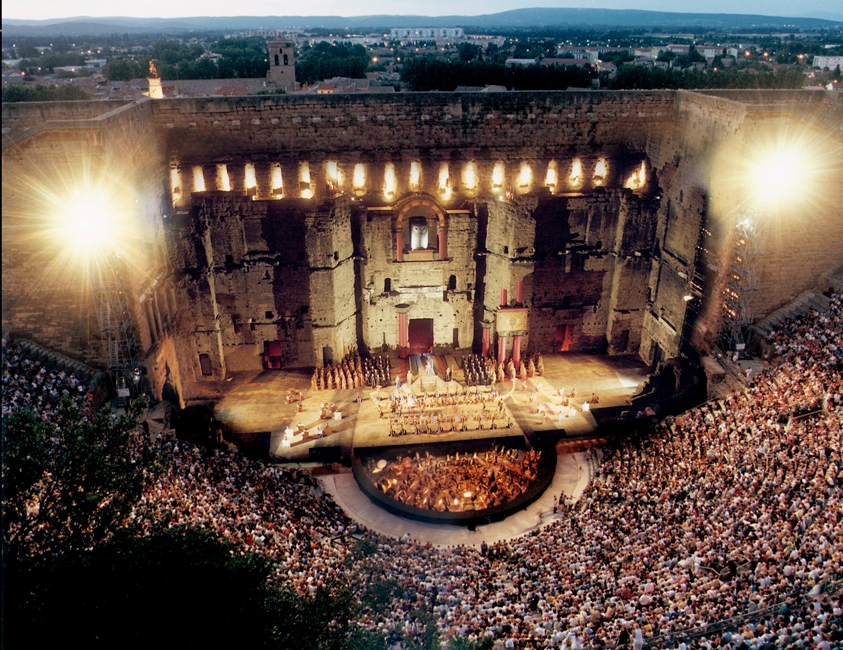
Les Chorégies.
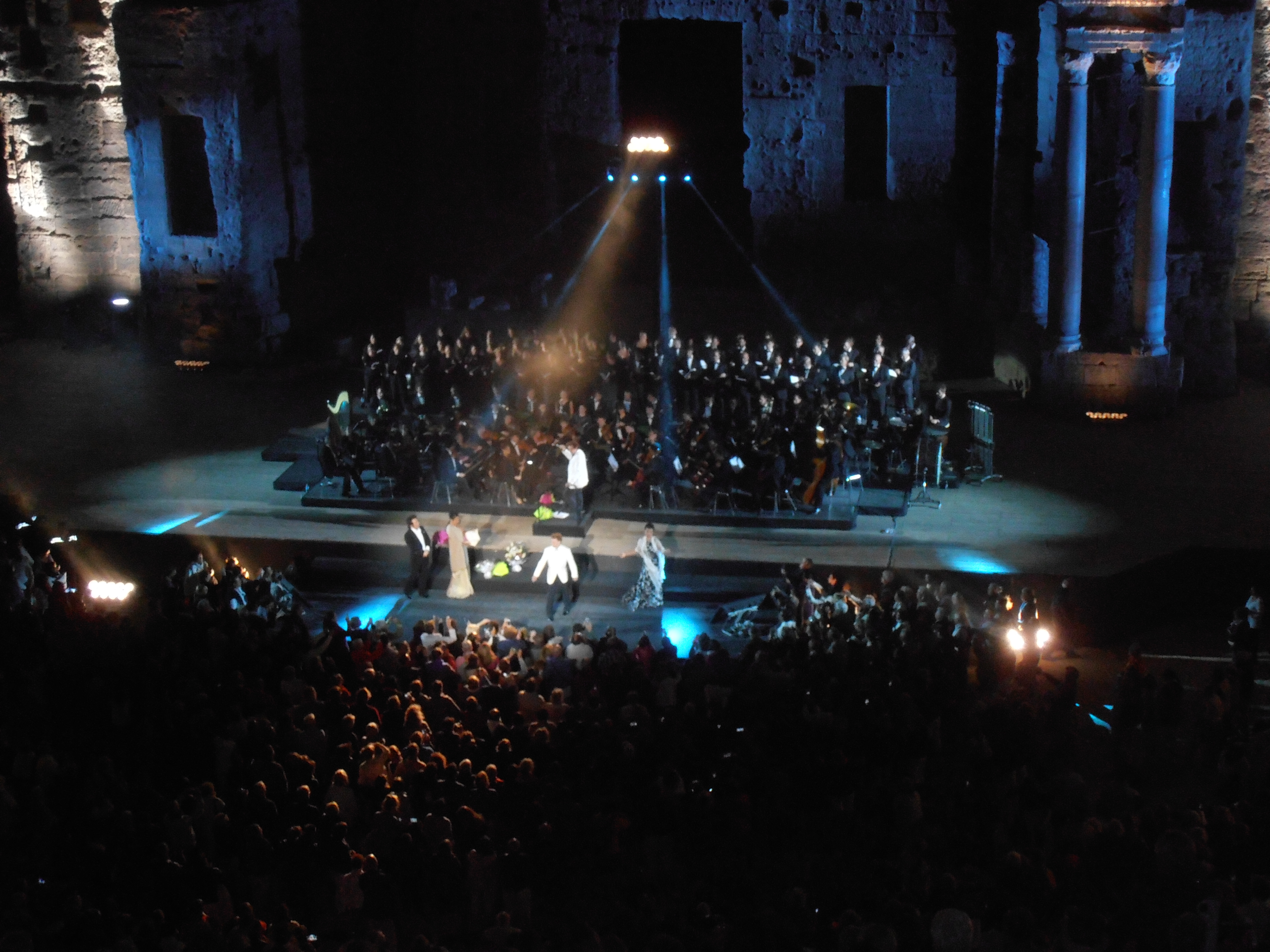
Gala d'anniversaire de Roberto Alagna.

## Orange Metalic Festival
En 2022 est créé un festival Métal avec comme première affiche trois groupes, les Finlandais de Beast in Black, et les Néerlandais de Epica et Within Temptation soit des pointures du Metal symphonique.
La première édition est une grande réussite comme le rapporte plusieurs articles ,.
En 2023 l'affiche compte les groupes Megadeth, Airbourne, Trivium et Carpenter Brut.

## Concerts et spectacles
De nombreux artistes se sont succédé à l'occasion de concerts (parfois gratuits) : Dalida (1958) ; Xtc et Police (1980) ; Iron Maiden et Trust (1981) ; The Cure (concert filmé pour le film The Cure in Orange, 1986) ; M. Pokora, Raphael (2006) ; Yannick Noah (2007) ; Michel Polnareff, Zazie (2007) ; Christophe Maé, Joachim Garraud, Bernard Lavilliers, Laurent Wolf, Fatal Bazooka (2008) ; Alex Gaudino, Laurent Wolf, Émilie Jolie (2009) ; Magic System, Kassav', Christophe Maé (2010) ; Eddy Mitchell (2011) ; Hélène Ségara (2013) ; Gipsy Kings (2014) ; David Gilmour (2015) ; Hans Zimmer, Roberto Alagna avec l’orchestre Prométhée,dirigé par Pierre-Michel Durand (2016) ; Chantal Goya, Ridsa (2017) ; Solomun (2018), Boris Brejcha (2019) David Guetta , Paul Kalbrenner (2021), Afterlife (2021-2022)  Meute, Woodkid, Calogéro (2022), Jamiroquai, Matthieu Chedid, Ibrahim Maalouf (2023).
C'est aussi un lieu de divers spectacles ou de one man show : Laurent Gerra en 2006 et en 2011 ; Les Equestriades, organisées depuis 2014 par Alexis Gruss.
M6 a diffusé le 29 juin 2022 une toute nouvelle émission musicale « Le plus grand Karaoké de France » enregistrée en mai.
L’émission est présentée par Élodie Gossuin et Eric Antoine.